# Veli-Matti Lindström
Veli-Matti Lindström (n. 15 noiembrie 1983, Nastola, Häme Province⁠(d), Finlanda) este un săritor cu schiurile ce a reprezentat Finlanda, medaliat olimpic. A participat la o ediție a Jocurilor Olimpice (2002) în care a câștigat o medalie de argint.

## Participări
Lista de mai jos prezintă principalele competiții la care a participat Veli-Matti Lindström de-a lungul carierei.
- ski jumping at the 2002 Winter Olympics – large hill team[*]